# USS John Basilone (DDG-122)
«Джон Бейзілон» (англ. USS John Basilone (DDG-122)) — есмінець типу «Арлі Берк» ВМС США. Названий на честь сержант-комендора Корпусу морської піхоти США Джона Бейзілона (англ. John Basilone), кавалера Медалі Пошани та Військово-морського хреста, який загинув під час Битви за Іодзіму.

## Історія створення
Есмінець «Джон Бейзілон» був замовлений 3 червня 2013 року. Закладений 10 січня 2020 року на верфі фірми Bath Iron Works. 17 червня 2022 року, відбулось хрещення майбутнього ракетного есмінеця  під час церемонії на заводі General Dynamics Bath Iron Works у Баті, штат Мен.